# Fysiografi
Fysiografi är ett äldre uttryck för "naturbeskrivning", att jämföra med geografi, "jordytsbeskrivning". Som ämnesområde kan fysiografin sägas motsvara en kombination av delar av naturgeografin med ekologi. I bredare mening kunde begreppet dock närmast användas som synoym till naturhistoria. En fysiograf är således en landskaps- eller naturbeskrivare, och uttrycket ligger nära naturalist i betydelse.
Beteckningen ingår i namnet för Kungliga Fysiografiska Sällskapet i Lund, som använder beteckningen "Akademi för naturvetenskap, medicin och teknik" för att förklara sitt verksamhetsområde. Medicin och teknik kan dock inte sägas vara en del av den egentliga fysiografin, så som begreppet definierades när det fortfarande var i användning.